# 2e Exloërmond
2e Exloërmond (Drents: Tweide Ekselermond of Tweede Mond, Gronings: Twaide Mond) is een dorp in de Nederlandse provincie Drenthe, gemeente Borger-Odoorn. 2e Exloërmond telde (volgens informatie van de gemeente Borger-Odoorn) op 1 januari 2023 2.275 inwoners. Sommige instanties gebruiken ten onrechte de naam Tweede Exloërmond om de alfabetische volgorde eenvoudiger te maken.

## Beschrijving van het lintdorp
2e Exloërmond is een veenkolonie, hoofdzakelijk bestaande uit lintbebouwing, die zich uitstrekt over een lengte van meer dan zes kilometer tot aan de provinciegrens met Groningen. Aan het zuideinde van het dorp bevindt zich naast het lint een nieuwbouwwijk.
In het dorp staan vier kerkgebouwen: de hervormde kerk (sinds 2002: PKN), een baptistenkerk uit 1905 (verbouwd in 1922) en een modern kerkgebouw van de Nieuw-Apostolische gemeente; de voormalige gereformeerde kerk uit 1908 is niet meer in gebruik als kerk, maar is verkocht aan een muziekschool.
2e Exloërmond heeft de volgende voorzieningen: een openbare en een protestants-christelijke basisschool, sporthal, sportvelden, voetbalclubs TEVV en VV De Treffer '16, een postagentschap en een horecagelegenheid.
In 2003 vierde het dorp zijn 150-jarig bestaan. In de verveningstijd, midden negentiende eeuw, was het leven zwaar. Zowel het graven van kanalen en wijken als het steken van de turf werd met de hand gedaan. Voor de boeren die zich na de veenafgraving vestigden, was het moeilijk het land vruchtbaar te krijgen. Het had veel mest nodig, maar die was destijds schaars: kunstmest bestond nog niet. Daarnaast was het dorp lang alleen over water goed bereikbaar: pas in 1907 werd een verharde weg aangelegd naar Exloo.
Na de Tweede Wereldoorlog werd het afgraven van turf gestaakt. Enerzijds was de meeste turf toen wel afgegraven, anderzijds was turf als brandstof overbodig geworden door de komst van andere brandstoffen. Het werd toen een probleem de vele veenarbeiders ander werk te verschaffen.

## In het nieuws
Eind 2006 kreeg 2e Exloërmond verdere bekendheid door de verkrachting en moord op de 12-jarige inwoonster van dit dorp Suzanne Wisman. In oktober 2007 werden de bewoners van het dorp opnieuw opgeschrikt door een soortgelijk incident, een 14-jarig meisje (een vriendinnetje van Suzanne) werd ontvoerd en verkracht. Buurtbewoners verhinderden erger toen zij alarm sloegen. Voor de moord op Suzanne werd Nederlander Henk van D. in 2008 in hoger beroep tot 30 jaar cel met TBS veroordeeld. Duitser Hans R. werd voor de verkrachting van de 14-jarige Amber in 2009 in hoger beroep veroordeeld tot 12 jaar cel, nadat was gebleken dat hij in Duitsland in 1986 ook al was veroordeeld voor twee gevallen van verkrachting en een geval van doodslag.

## Exloërmond in de literatuur
In de roman De donkere kamer van Damokles (1958) schreef Willem Frederik Hermans over het fictieve Vijfde, Zesde en Achtste Exloërmond. In een kamp in de laatstgenoemde plaats kwam het hoofdpersonage Henri Osewoudt om het leven.

## Bekende personen
- Klaas Prummel (1884-1970) is geboren in 2e Exloërmond.
- Anne de Vries - van 1923 tot 1926 onderwijzer aan de hervormde school in Exloërkijl.[3]
- Bouke Jagt (1929–1982) schrijver/dichter.